# Pirata trepidus
Pirata trepidus là một loài nhện trong họ Lycosidae.
Loài này thuộc chi Pirata. Pirata trepidus được Carl Friedrich Roewer miêu tả năm 1960.